# Equord
Equord est un quartier de la commune de Hohenhameln, dans le Land de Basse-Saxe.

## Histoire
Equord est mentionné pour la première fois en 1179. Dans le village se trouve le manoir d'Equord, qui appartenait à l'origine à la famille von Saldern. Hans Adam von Hammerstein (1571–1653) épouse Elisabeth von Salder zu Equord lors de son premier mariage et reprend sa propriété familiale. Plus tard, son fils issu de son second mariage, le Großvogt de Celle, Georg Christoph von Hammerstein (1624-1687), devient seigneur d'Equord. Inspiré par un voyage en Italie, il commence à construire l'église Saint-Marc en tant que chapelle de domaine avec une crypte familiale dans le style d'une église à dôme baroque italienne. En 1710, son fils, le Generalleutnant Alexander von Hammerstein, achève la construction. Au XXe siècle, la famille Hammerstein vend sa propriété. En décembre 2016, le manoir est vendu à Rolf Neumann de Lehrte, le terrain du manoir est acquis par le propriétaire foncier de Rethmar Ludwig Block-Grupe.
Le 1er mars 1974, Equord est incorporée dans la ville de Hohenhameln.

## Toponymie
Les anciens noms du lieu sont en 1179 Eiquarde, 1196 Ekwarde, 1458 Equerde, 1403 Equorde, 1325 Ekquorde, 1356 Ekworde, 1500 Eqworde, 1445 Eckworde, 1571 Eickword et 1852 Equor. L'évolution du nom indique qu'Ekward est d'abord devenu Ekword puis Equord.
Equord est composé des composants "ek" pour "chêne" et "worth". Le composant "worth" appartient au moyen bas allemand "wurt, wort", au vieux saxon "wurdh" pour "sol", au vieil anglais "wordh" pour "rue devant une maison".

## Source, notes et références
- (de) Cet article est partiellement ou en totalité issu de l’article de Wikipédia en allemand intitulé « Equord » (voir la liste des auteurs).

1. ↑  (de) « Hohenhameln in Zahlen », sur Hohenhameln (consulté le 12 mai 2023)
2. ↑  (de) Statistisches Bundesamt, Historisches Gemeindeverzeichnis für die Bundesrepublik Deutschland. Namens-, Grenz- und Schlüsselnummernänderungen bei Gemeinden, Kreisen und Regierungsbezirken vom 27.5.1970 bis 31.12.1982, 1983 (ISBN 3-17-003263-1)